# برناردو سيلفا (لاعب كرة قدم)
برناردو سيلفا هو لاعب كرة قدم برتغالي، ولد في 31 مايو 2001.